# Un passeig pel bosc
Un passeig pel bosc (títol original en anglès: A Walk in the Woods) és una comèdia dramàtica biogràfica estatunidenca del 2015, dirigida per Ken Kwapis, protagonitzada per Robert Redford, Emma Thompson i Nick Nolte. Amb guió de Michael Arndt i Bill Holderman, basat en el llibre homònim autobiogràfic de l'escriptor britànic nascut als Estats Units, Bill Bryson. A Catalunya, la pel·lícula es va estrenar el 2016 i es va emetre per TV3 el 21 de febrer de 2020.

## Argument
El famós escriptor Bill Bryson (Robert Redford), en comptes de gaudir de la jubilació amb la companyia de la seva família, decideix experimentar la ruta de la serralada dels Apalatxes, des de Geòrgia fins a Maine. Ho farà acompanyat del seu vell amic Katz (Nick Nolte). El problema és que els dos tenen una definició completament diferent de la paraula "aventura”.

## Repartiment
- Robert Redford com a Bill Bryson
- Nick Nolte com a Stephen Katz
- Emma Thompson com a Catherine Bryson
- Mary Steenburgen com a Jeannie
- Kristen Schaal com a Mary Ellen
- Nick Offerman com a Rei Dave
- Hayley Lovitt com a Donna
- R.Keith Harris com a Sam Bryson
- Link Edwards com a Darren

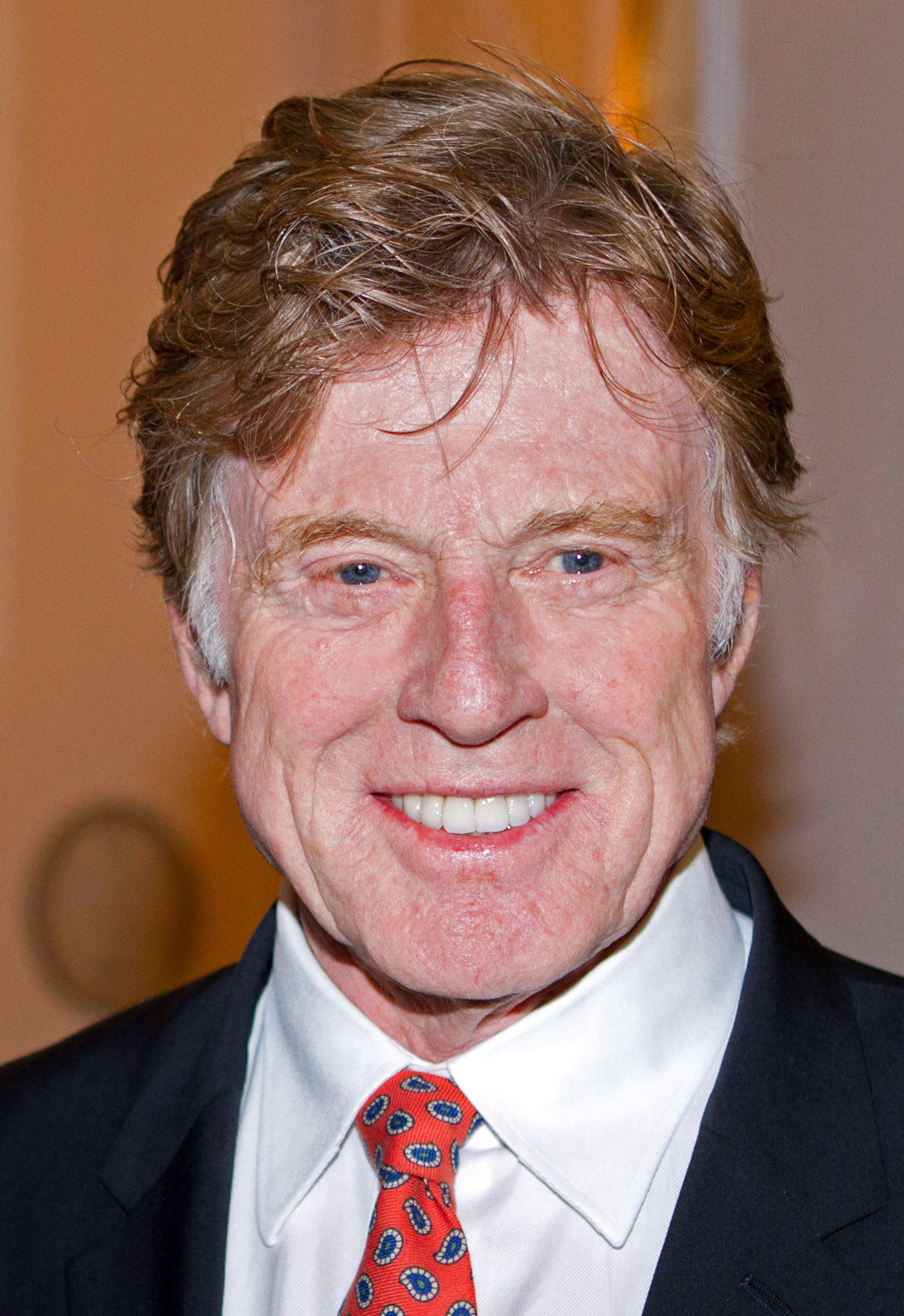
Robert Redford
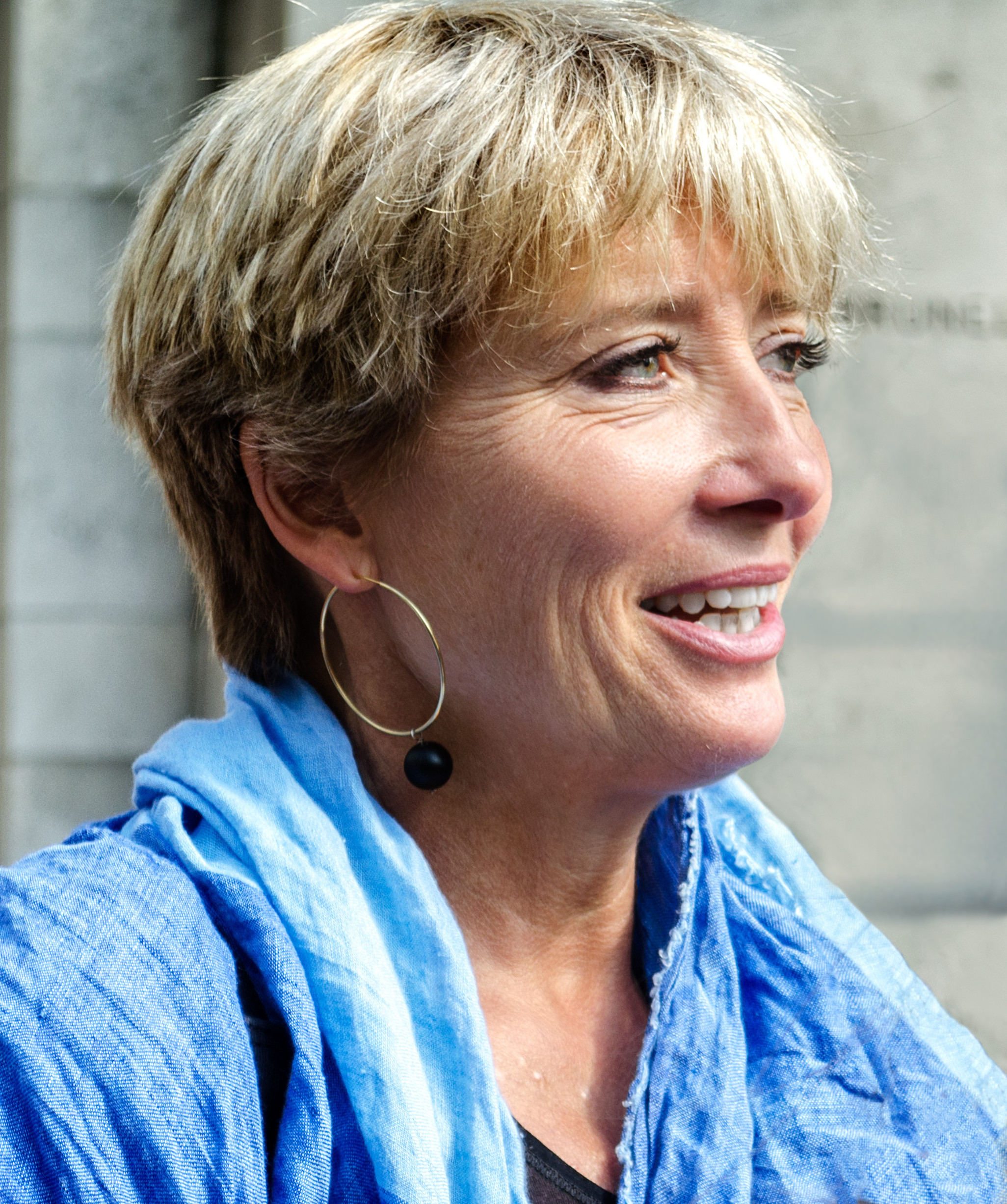
Emma Thompson
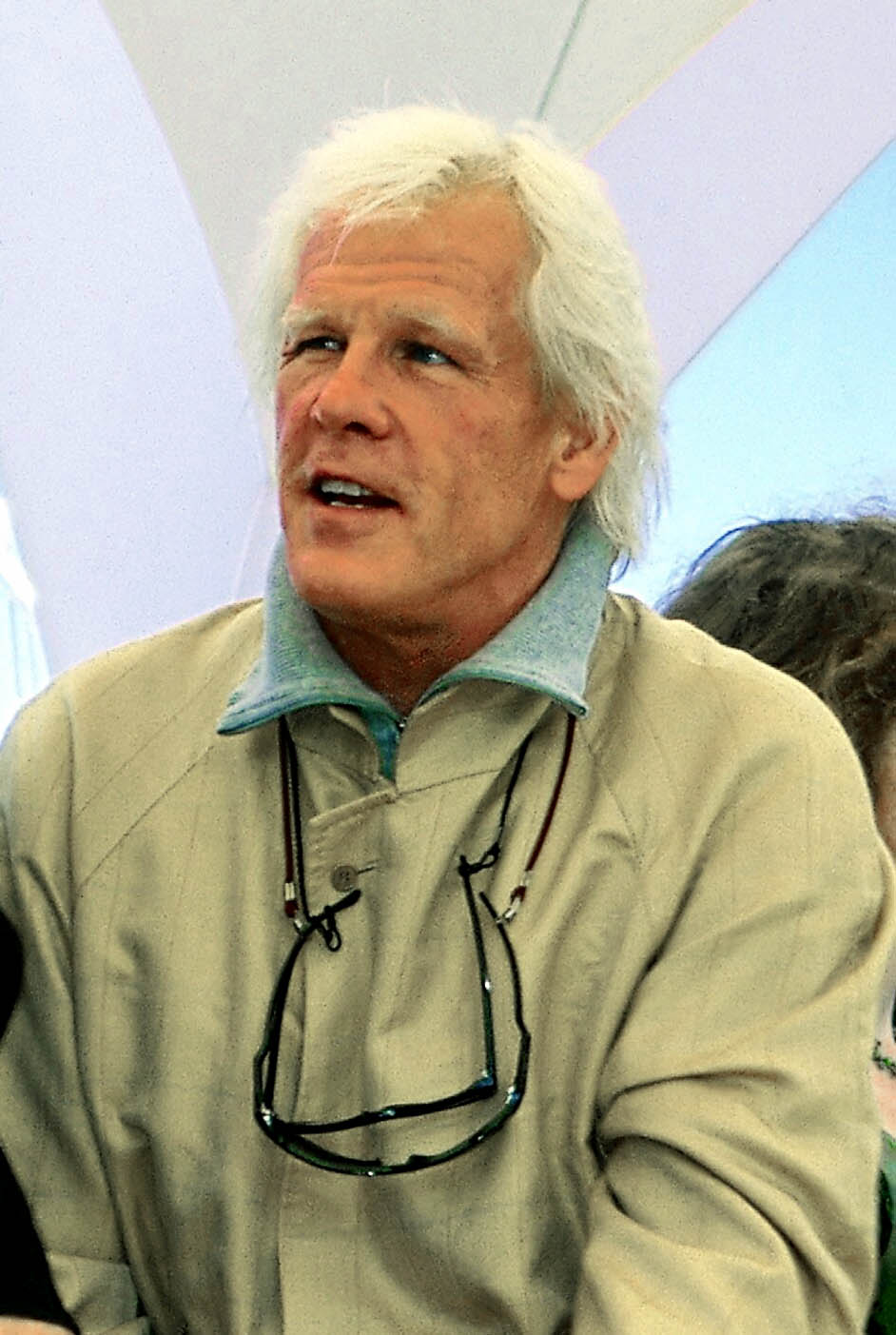
Nick Nolte

## Al voltant de la pel·lícula
Redford, activista mediambiental reconegut, ja havia tingut papers relacionats amb la natura solitària, com a home de muntanya del segle xix a Jeremiah Johnson (1972), recorrent Montana a L'home que xiuxiuejava als cavalls (1998), al costa de Kristin Scott Thomas o encallat en el mar a All Is Lost (2013). Com a director i productor es va posar al capdavant d'El riu de la vida (1992), una pel·lícula molt arrelada en la capacitat de la naturalesa de forjar relacions.
Des del 2005 Robert Redford, tenia els drets per produir la pel·lícula basada en l'aventurer Bryson, amb la idea de poder tornar formar equip amb Paul Newman. Les dues estrelles havien aparegut anteriorment en el western Butch Cassidy and the Sundance Kid (1969) i en el clàssic El cop (1973). Malauradament, la mort del seu amic Newman li va fer arxivar el projecte fins que una dècada després el va reprendre, com a productor i protagonista al costat de Nolte i Emma Thompson en el paper d'esposa de Bryson.
Els exteriors d'Un passeig pel bosc es van filmar a Amicalola Falls State Park, Georgia, a Fontana Dam, Carolina del Nord i al McAfee Knob, Virginia un dels paisatges emblemàtics del Sender dels Apalatxes.
La recaptació a nivell global de la pel·lícula va assolir els 37,5 milions de dòlars, 29,5 milions als Estats Units i el Canadà i 8,0 milions a la resta del món.

## Crítica
Al lloc web estatunidenc Rotten Tomatoes dedicat a la crítica i informació sobre pel·lícules, A Walk in the Woods obté una qualificació d'aprovació per part del crítics del 47% basada en 165 ressenyes, amb una valoració mitja de 5,42/10 i un 48% d'aprovació de l'audiència, amb un 3,25/5. La definiexen com una pel·lícula agradable de veure, però que resulta una proposta poc convincent pel que representen els actors protagonistes. Per Àlex Montoya, crític de Fotogramas, encara que la química entre la parella Redford-Nolte funciona a mig gas i tenir un guió menys punyent que el llibre original, ‘és indubtable que la pel·lícula genera un bon clima’. A l’agregador de ressenyes Metacritic, Un passeig pel bosc obté una qualificació de 51/100 de les revisions de 30 crítics, amb 19 opinions en la zona mixta o neutra, 8 en la franja positiva i 3 en la negativa.